# جورج بيت موريسون
جورج بيت موريسون (بالإنجليزية: George Pitt Morison)‏ هو رسام أسترالي، ولد في 31 أغسطس 1861، وتوفي في 4 سبتمبر 1946.